# 343 Ostara
343 Ostara è un asteroide della fascia principale del diametro medio di circa 19,1 km. Scoperto nel 1892, presenta un'orbita caratterizzata da un semiasse maggiore pari a 2,4140597 UA e da un'eccentricità di 0,2288126, inclinata di 3,27031° rispetto all'eclittica.
L'asteroide è dedicato all'omonima divinità germanica chiamata anche Eostre.